# 小田正実
小田 正実（おだ まさみ、1980年7月22日 - ）は、元フリーアナウンサーである。

## 経歴
詳細は基礎情報を参照。山脇学園高等学校を経て東洋英和女学院大学卒業後、2003年秋田朝日放送(AAB)に入社。報道製作局に配属され、2007年退社・帰郷。現在の所属事務所に入る。2008年6月より、テレビ埼玉（TVS・テレ玉）に派遣され、契約アナウンサーとして活動、2011年3月31日をもって退社（テレ玉の社員ではない）。

### 人物
- メ～テレの元アナウンサー高山香織（尚絅学院大学総合人間科学系客員講師）とは、テレビ朝日の新人アナウンサー研修で仲良くなり、秋田観光の時には一緒に出かけることもある（仙台が拠点）。
- AABでは2006年度、テレ玉では2009年度から、ともに地上デジタル放送推進大使を務めている。テレ玉については番組アシスタントでデジタル放送推進協会(Dpa)の広報イベントにもかかわっていた本岡なり美の後任。

## 担当番組
- デイリーニュース県東版 JCN関東（月・金曜日）（2012年4月2日 - ）

### テレビ埼玉（テレ玉）
- ひるたま（テレ玉ニュース／月・火曜日）
- ごごたま（テレ玉ニュース／水 - 木曜日）
- テレ玉ニュース（水 - 金曜日）
- テレ玉イブニングNEWS（水 - 金曜日）
- ニュース930（水・木曜日）
- こんにちは県議会です

### AAB秋田朝日放送
- サタナビっ!司会（2004年10月4日 - 2006年3月25日）
- スーパーJチャンネルあきたメインニュースキャスター（2006年4月 - 2007年3月）
- 湯けむり記行（秋田担当ディレクター）
- おはよう秋田市から　(月 - 金 10:55 - 11:00・不定期)
- 週刊ことばマガジン (土 11:30 - 11：45・東日本放送製作)